# Enrico Indelli
Enrico Indelli (Salerno, 21 giugno 1954) è un politico italiano.

## Biografia
Laureato in Medicina e Chirurgia. Figlio di Vincenzo Indelli, già senatore della Democrazia Cristiana, ha aderito anch'egli in gioventù alla DC, poi dal 1993 si è avvicinato al movimento referendario di Mariotto Segni.
Con il Patto Segni è stato eletto alla Camera dei deputati in occasione delle elezioni politiche del 1994 nella quota proporzionale (nella parte maggioritaria era stato candidato per la coalizione del Patto per l'Italia in un collegio della Campania senza tuttavia risultare eletto). Ha aderito al gruppo del Patto Segni e in seguito al Patto dei Democratici.
In occasione delle elezioni politiche del 1996 come esponente pattista è stato candidato nelle liste di Rinnovamento Italiano sempre per la Camera, senza tuttavia risultare eletto. È stato inoltre candidato alle stesse elezioni nella parte maggioritaria per la coalizione di centrosinistra dell'Ulivo in un collegio salernitano senza risultare vincitore.
In seguito si è avvicinato al centrodestra e nelle elezioni amministrative del maggio 2009 è stato candidato sindaco per una coalizione di centrodestra nel comune di Oliveto Citra, risultando però sconfitto e diventando consigliere comunale di opposizione.
Nelle elezioni amministrative del maggio 2019 si è candidato nel Comune di Morra de Sanctis nella lista "Orgoglio Morrese", diventando vicesindaco del paese.